# Справа 31 серпня
Справа 31 серпня (Масові заворушення 31 серпня, Справа захисників Конституції) — кримінальне провадження, яке розслідується Національною поліцією, Службою безпеки та Генеральною прокуратурою України за фактом масових заворушень, поєднаних із нанесення тілесних ушкоджень працівникам міліції та військовослужбовцям Національної гвардії України, а також смертей та поранень працівників міліції та військовослужбовців Національної гвардії України в результаті метання, за версією української влади, гранати РГО з натовпу в лаву правоохоронців, що було кваліфіковано як організований терористичний акт.
В результаті масових заворушень та теракту тілесних ушкоджень зазнало 157 осіб, чотири військовослужбовці Національної гвардії загинуло.

## Передумови
15 липня 2015 року було оприлюднено президентський проєкт закону про внесення змін до Конституції України щодо децентралізації влади з позначкою «доопрацьований». Найважливішою відмінністю доопрацьованого законопроєкту від першої редакції, зареєстрованого у Верховній Раді 1 липня, є положення про те, що особливості здійснення місцевого самоврядування в окремих районах Донецької та Луганської областей визначаються окремим законом. Якщо в першій редакції це положення було закріплене в перехідних положеннях самого законопроєкту, то в редакції від 15 липня пропонується закріпити цю норму в розділі XV перехідних положень самої Конституції України. Верховна Рада 16 липня ухвалила постанову про направлення до Конституційного Суду президентського законопроєкту про внесення змін до Конституції щодо децентралізації влади. 
31 липня 2015 року КС визнав законопроєкт таким, що відповідає вимогам статтям 157 та 158 Основного закону.
Розгляд законопроєкту у першому читанні відбувався 31 серпня 2015 року. На цей самий день декілька політичних сил (Свобода, Радикальна партія Олега Ляшка, Громадська платформа та УКРОП) організували мітинг під Верховною Радою з метою недопустити прийняття згаданого законопроєкту. Крім того, паралельний мітинг проводила Українська асоціація власників зброї з метою прийняття закону про цивільних оббіг зброї та боєприпасів. О 13 годині Верховна Рада ухвалила законопроєкт у першому читанні. Голосуванню передували конфлікти серед депутатського корпусу, а одразу після голосування засідання було закрито. Відразу після цього на вулиці почались сутички між правоохоронцями та учасниками мітингу. Учасники підійшли впритул до металової огорожі і почали розгойдувати її, щоб прорватися до парламенту. Агресивно налаштовані учасники акції почали кидати у силовиків пляшки з водою та інші предмети. У відповідь правоохоронці застосували гумові кийки. Також запалювали димові шашки.